# 香港角川
香港角川有限公司 (ホンコンかどかわゆうげんこうし、英語: KADOKAWA HONGKONG LIMITED) は、KADOKAWAの香港現地法人。台湾角川の書籍と関連グッズを香港とマカオで販売している。また、日本旅行情報誌「香港ウォーカー」の発行も行っている。
旧社名の角川洲立出版 (亞洲) 有限公司と、かつて存在した同名の角川洲立出版有限公司 (Kadokawa Intercontinental Group Holdings Limited子会社) とは資本関係はない。設立から一貫してKADOKAWA HOLDINGS ASIA (旧・KADOKAWA HOLDINGS CHINA) の直接子会社であり、かつてKADOKAWA HOLDINGS CHINAの子会社だったKadokawa Intercontinental Group Holdings Limited (角川洲立集團有限公司) とは資本関係はない。

## 沿革
- 2005年4月、KADOKAWA HOLDINGS CHINA LIMITED (現・KADOKAWA HOLDINGS ASIA LIMITED) の子会社としてKADOKAWA HONG KONG LIMITEDが設立される[3]。
- 2005年6月、漢字社名を角川香港有限公司 (英語: KADOKAWA HONG KONG LIMITED) とする。
- 2007年5月、社名を角川洲立出版(亞洲)有限公司 (英語: KADOKAWA INTERCONTINENTAL PUBLISHING (ASIA) LIMITED) に変更する。
- 2007年7月、情報誌「香港ウォーカー」を創刊。
- 2013年7月、社名を香港角川有限公司 (英語: KADOKAWA HONGKONG LIMITED) に変更する。